# Praia do Abricó
Praia do Abricó (Playa de Abricó) es una playa nudista ubicada en Grumari, cercana a Barra da Tijuca, en la zona oeste de Río de Janeiro. Actualmente es la única playa que permite la práctica del naturismo en la ciudad y está oficialmente afiliada a la Federación Brasileña de Naturismo (FBrN). Se encuentra dentro de la reserva biológica del Parque Municipal de Grumari.

## Historia

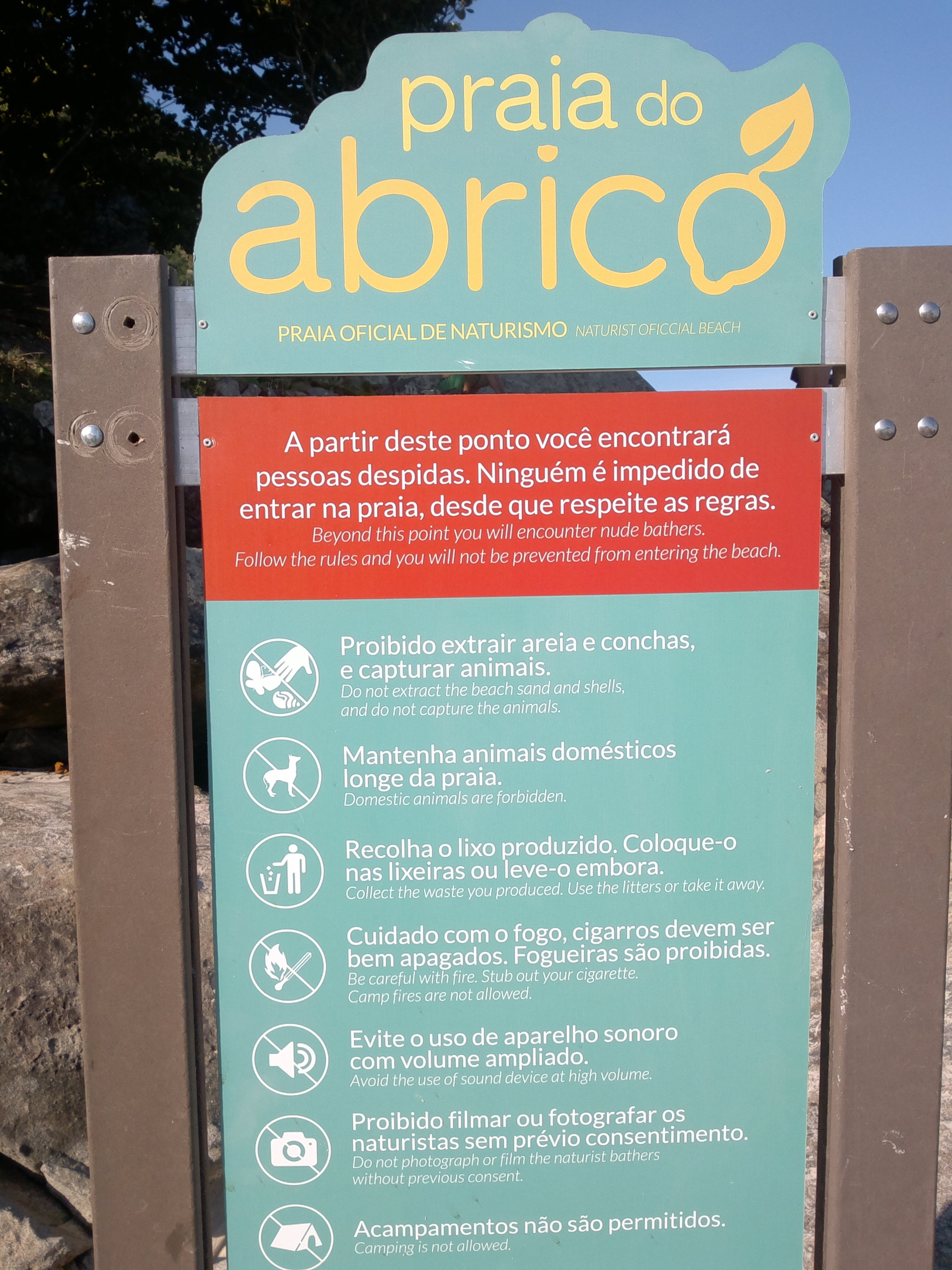
Señalética en la entrada de la playa.

Desde la década de 1940, los habitantes de Río de Janeiro utilizan las arenas de Abricó para practicar el naturismo. En la década de 1950, Luz del Fuego y su grupo también frecuentaban la playa de Abricó.
En 1972 se inauguró la Avenida Estado da Guanabara, lo que facilitó aún más el acceso a esta playa, y en los años siguientes la gente frecuentó Abricó sin mayores problemas. Sin embargo, con la creación de la FBrN y con los medios de comunicación brasileños centrando la atención en Praia do Pinho, se hizo imperativo que la playa de Abricó también fuera regulada.
En 1992 el entonces secretario municipal de Medio Ambiente, Alfredo Sirkis, del Partido Verde, sugirió al alcalde Cesar Maia que aprobara un proyecto de ley que autorizara la práctica del naturismo en Abricó. A pesar de la práctica naturista en la zona desde la década de 1970, recién fue reglamentada y publicada en el Diario Oficial el 6 de noviembre de 2014, convirtiéndose oficialmente en la primera playa naturista de Río de Janeiro.
El 1 de diciembre de 1994 fue fundada la Asociación Naturista de Abricó (en portugués: Associação Naturista de Abricó, Anabrico), asociada a la Federación Brasileña de Naturismo y encargada de administrar el lugar y mantener la práctica del naturismo.